# 姫路市立安室小学校
姫路市立安室小学校（ひめじしりつ やすむろしょうがっこう）は、兵庫県姫路市田寺6丁目に所在する公立小学校。

## 沿革
- 1873年（明治6年）2月 - 御立勝瑞寺に御立小学校、田寺に田寺小学校が開校。
- 1874年（明治7年）2月 - 御立小学校が御立村字河原に移転し、迪闢小学校と改称。
- 1876年（明治9年）7月 - 迪闢小学校と田寺小学校を合併し、御田小学校と改称。
- 1883年（明治16年）7月 - 御立村字平松に移転。
- 1884年（明治17年）10月 - 学校組織改変により、城西小学校御田分校と改称。
- 1887年（明治20年）3月 - 城西小学校から分離し、御立簡易小学校となる。
- 1892年（明治25年）4月 - 御立尋常小学校と改称。
- 1897年（明治30年）4月 - 安室村立安室尋常小学校と改称。
- 1902年（明治35年）4月 - 安室尋常高等小学校と改称。
- 1936年（昭和11年）3月 - 安室村が姫路市に編入され、姫路市立安室尋常高等小学校と改称。
- 1941年（昭和16年）4月 - 姫路市立安室国民学校と改称。
- 1947年（昭和22年）4月 - 姫路市立安室小学校と改称。
- 1978年（昭和53年）4月 - 姫路市立安室東小学校を分離[1]。

## 通学区域
- 御立西一丁目、御立西二丁目、御立西三丁目、御立西四丁目、御立西五丁目、御立西六丁目、御立中一丁目、御立中二丁目、御立中三丁目、御立中四丁目、御立中五丁目、御立中六丁目、御立中七丁目(安室東小学校校区を除く。)、御立中八丁目、御立北一丁目(安室東小学校校区を除く。）、御立北二丁目、田寺一丁目(安室東小学校校区を除く。)、田寺二丁目、田寺三丁目、田寺四丁目、田寺五丁目、田寺六丁目、田寺七丁目、田寺八丁目、辻井三丁目の一部[2]

※卒業後は基本的に姫路市立安室中学校に進学する。

## 通学区域が隣接している学校
- 姫路市立安室東小学校
- 姫路市立高岡小学校
- 姫路市立高岡西小学校
- 姫路市立曽左小学校
- 姫路市立置塩小学校